# Coma (film, 1994)
Pour les articles homonymes, voir Coma (homonymie).
Pour plus de détails, voir Fiche technique et Distribution.
Coma est un film franco-italien  réalisé par Denys Granier-Deferre, sorti en 1994.

## Fiche technique
- Titre : Coma
- Réalisation : Denys Granier-Deferre
- Scénario : Sylvie Granotier, d'après le roman de Frédéric Dard
- Photographie : Gilberto Azevedo
- Musique : Raymond Donnez
- Décors : Bertrand L'Herminier
- Montage : Sophie Cornu
- Sociétés de production : Cinémax - Paradise Productions - Italmedia Film
- Pays :  France -  Italie
- Durée : 85 minutes (1 h 25)
- Date de sortie : France, 12 octobre 1994

## Distribution
- Richard Anconina : Julien
- Anna Kanakis : Sophie
- Isabelle Candelier : Mina
- Serge Merlin